# Giorno della Nakba

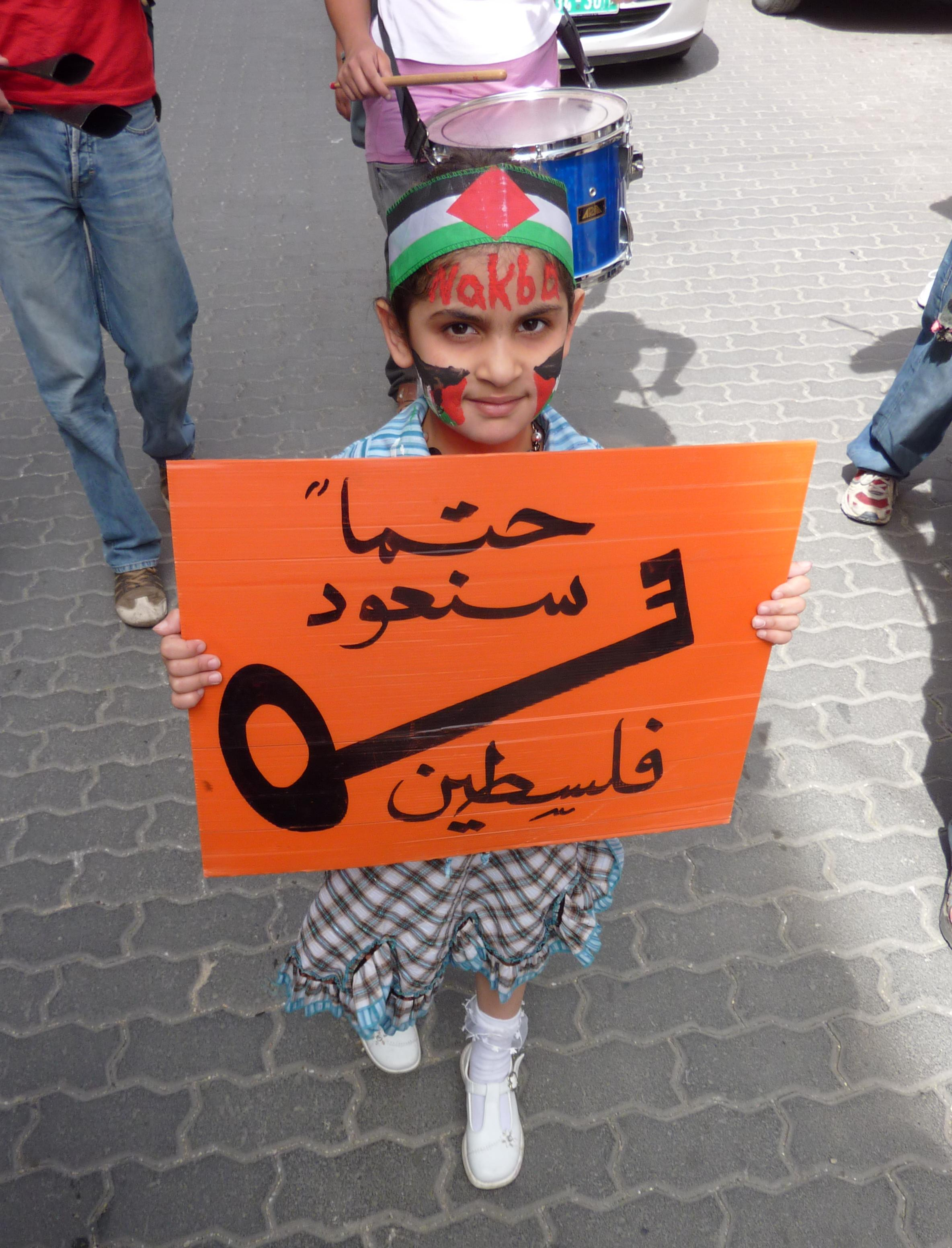
Giorno della Nakba nel 2010 a Hebron

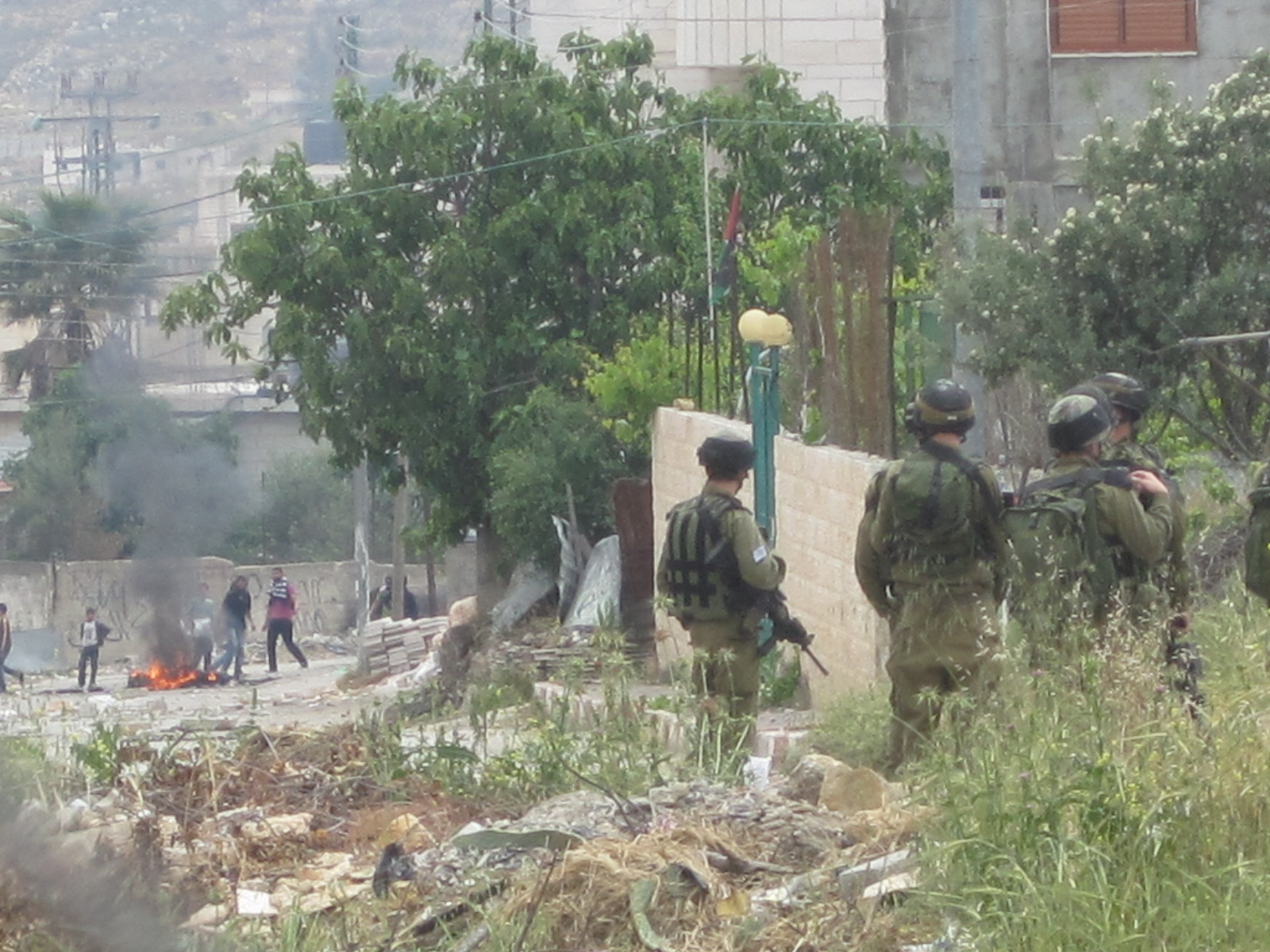
15 maggio nel campo Arroub a Hebron, Palestina

Giorno della Nakba ( in arabo ذكرى النكبة‎? Dhikra an-Nakba, “ Commemorazione della catastrofe ") è una commemorazione istituita nel 1998 da Yasser Arafat per ricordare la "Catastrofe", cioè l'Esodo palestinese del 1948. Come conseguenza del ritiro delle truppe britanniche dalla Palestina il 14 maggio e della proclamazione dello stato di Israele il 15 maggio, la maggioranza della popolazione palestinese venne sfollata dalle sue abitazioni e si concentrò prevalentemente nella Striscia di Gaza e in Cisgiordania oppure dovette emigrare. 
Il Giorno della Nakba è commemorato generalmente il 15 maggio, cioè il Yom HaAtzmaut, anniversario della proclamazione dello Stato di Israele. Il Giorno della Nakba segue il calendario gregoriano, pertanto le due date non sempre coincidono.
Inizialmente, il ricordo della catastrofe del 1948 era di carattere personale e comunitario e le famiglie o i membri di un determinato villaggio utilizzavano la giornata per riunirsi nel sito dei loro ex villaggi.
Già nel 1949, un anno dopo la creazione dello Stato di Israele, il 15 maggio è stato segnato in diverse città della Cisgiordania (sotto il dominio giordano) da manifestazioni, scioperi, innalzamento di bandiere nere e visite alle tombe delle persone uccise durante la guerra del 1948. Questi eventi sono stati organizzati da associazioni di lavoratori e studenti, club culturali e sportivi, club scout, comitati di rifugiati e Fratelli Musulmani.
Secondo l'autore Tamir Sorek, gli oratori di questi raduni accusavano i governi arabi e la Lega Araba di non essere riusciti a “salvare la Palestina”. Alla fine degli anni Cinquanta, il 15 maggio era conosciuto nel mondo arabo come il "Giorno della Palestina", citato dai media dei Paesi arabi e musulmani come un giorno di solidarietà internazionale con la Palestina.
Nel 1958 commemorazioni su piccola scala, sotto forma di veglie silenziose, sono state organizzate da studenti arabi in alcune scuole in Israele, nonostante i tentativi delle autorità israeliane di ostacolarle.
Le visite ai siti degli ex villaggi divennero sempre più visibili dopo gli eventi del Giorno della Terra del 1976. Sulla scia del fallimento della Conferenza di Madrid del 1991 nel trattare il tema dei rifugiati, fu fondata l'Associazione per la difesa dei diritti degli sfollati in Israele per organizzare una Marcia del Ritorno al sito di un villaggio diverso ogni anno il 15 maggio, in modo da porre la questione nell'agenda pubblica israeliana.
Nel febbraio 2010 la Knesset ha varato una legge che permette al ministero delle finanze di tagliare i fondi pubblici destinati a istituti di vario genere che celebrino la data di dichiarazione d’indipendenza di Israele come un giorno di lutto.